# Alma Powell
Alma Vivian Powell (née Johnson; Birmingham, Alabama; 27 de octubre de 1937-Alexandria, Virginia; 28 de julio de 2024) fue una audióloga estadounidense. Fue a su vez, la esposa del militar y político Colin Powell, con quien estuvo casada desde el 25 de agosto de 1962 hasta la muerte de él en 2021.

## Biografía
Nacida el 27 de octubre de 1937 en Birmingham, Alabama, Alma Powell se graduó en la Universidad de Fisk en Nashville y luego estudió patología del habla y audiología en el Emerson College de Boston.[cita requerida]
Fue la madre del expresidente de la Comisión Federal de Comunicaciones, Michael Powell.También tuvo dos hijas, Linda Powell, actriz, y Annemarie Powell. Su padre y su tío fueron directores de dos escuelas secundarias en Birmingham; el padre de Condoleezza Rice trabajaba en la escuela de su tío como consejero vocacional.
Powell fue la presidenta de America's Promise, la asociación más grande del país dedicada a mejorar las vidas de niños y jóvenes. También es autora de dos libros infantiles: America's Promise y My Little Red Wagon. En 2011 fue nombrada Líder Nacional de Política Educativa del Año por la National Association of State Boards of Education NASBE junto con su esposo.
Powell murió en Alexandria, Virginia, el 28 de julio de 2024, a la edad de 86 años.